# Microcanus
Microcanus is een kevergeslacht uit de familie van de boktorren (Cerambycidae). De wetenschappelijke naam van het geslacht werd voor het eerst geldig gepubliceerd in 1945 door Dillon & Dillon.

## Soorten
Microcanus is monotypisch en omvat slechts de volgende soort:
- Microcanus minor (Bates, 1885)